# ليساندرو ألفارادو
ليساندرو ألفارادو (بالإسبانية: Lisandro Alvarado)‏ هو طبيب فنزويلي، ولد في 19 سبتمبر 1858 في إل توكويو في فنزويلا، وتوفي في 10 أبريل 1929 في بلنسية في فنزويلا.